# Ingulec
Ingulec (ukr. Інгулець Inhułeć, Малий Інгул Małyj Inhuł) – rzeka na południu Ukrainy, prawy dopływ Dniepru.
Bierze początek na Wyżynie Naddnieprzańskiej. Długość rzeki to 549 km (żeglowna na długości 109 km), powierzchnia dorzecza 13 700 km².
Głównymi dopływami są: Saksahań, Wysuń, Żowta.
Rzeka zaopatruje w wodę Krzywy Róg kanałem Dniepr-Ingulec, znajdują się na niej zbiorniki wodne Iskrowski i Karaczunowski.